# François Perroux
François Perroux [Peru] (19. prosince 1903 – 2. června 1987) byl francouzský ekonom.
Perroux byl představitelem teorie prostorové ekonomiky. Zabýval se zejména otázkami růstu a řízení ekonomiky, zejména takzvanou „teorií pólů“, podle níž se hospodářský růst neprojevuje všude najednou, ale v bodech (pólech) růstu, s různou intenzitou i konečnými efekty pro národní hospodářství jako celek.
- Seznam děl v Souborném katalogu ČR, jejichž autorem nebo tématem je François Perroux